# Audun-le-Roman
Audun-le-Roman là một xã trong vùng Grand Est, thuộc tỉnh Meurthe-et-Moselle, quận Briey, tổng Audun-le-Roman. Tọa độ địa lý của xã là 49° 22' vĩ độ bắc, 05° 53' kinh độ đông. Audun-le-Roman nằm trên độ cao trung bình là 361 mét trên mực nước biển, có điểm thấp nhất là 320 mét và điểm cao nhất là 396 mét. Xã có diện tích 7,57 km², dân số vào thời điểm 1999 là 2059 người; mật độ dân số là 271 người/km².

## Thông tin nhân khẩu
| 1962  | 1968  | 1975  | 1982  | 1990  | 1999  |
| ----- | ----- | ----- | ----- | ----- | ----- |
| 1.994 | 2.421 | 2.102 | 2.106 | 2.121 | 2.059 |